# Zeppelinwurst

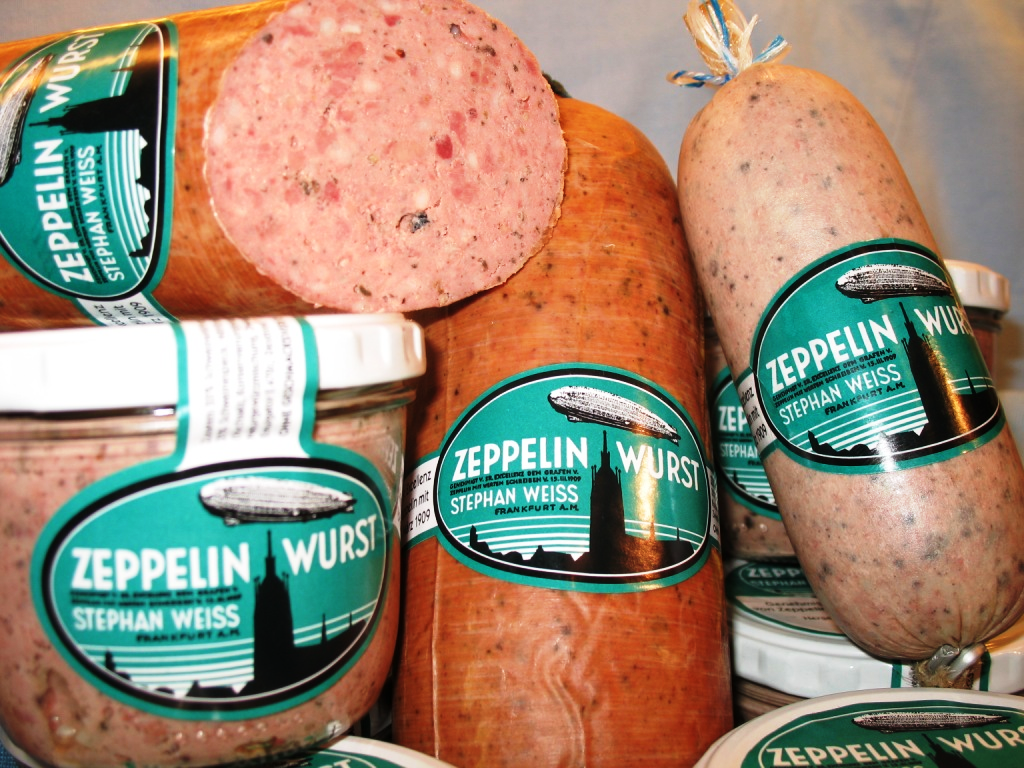
Zeppelinwurst-Varianten

Die Zeppelinwurst ist eine geschützte Marke für eine grobe Delikatess-Leberwurst, die seit 1909 in Frankfurt am Main produziert wird. 

## Produktgeschichte

### Anfänge und Namensgebung

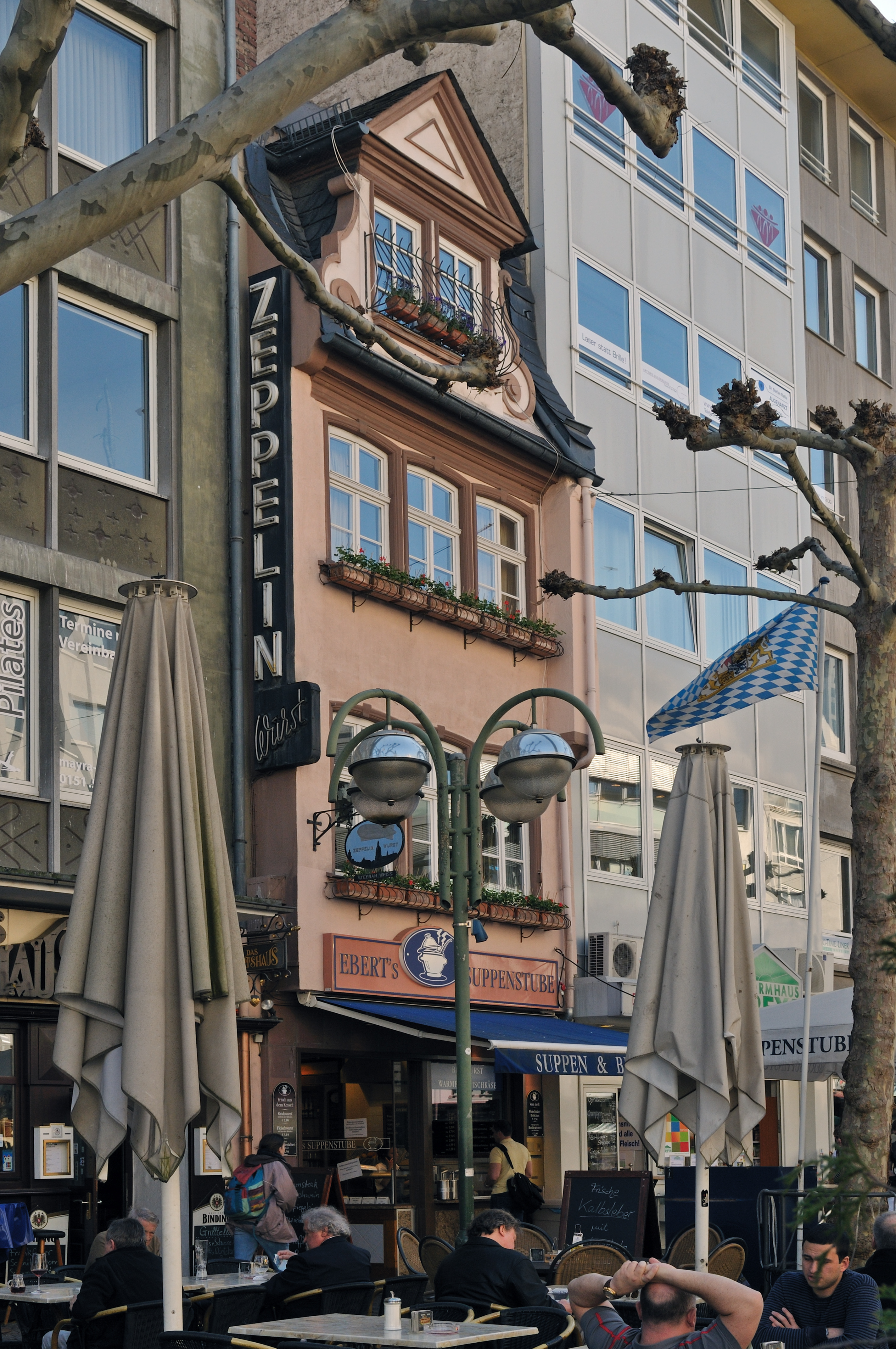
Stammhaus der ehemaligen Metzgerei Weiss in der Freßgass (Große Bockenheimer Straße 31) vor 2022

Wort-Bild-Marke der Zeppelinwurst

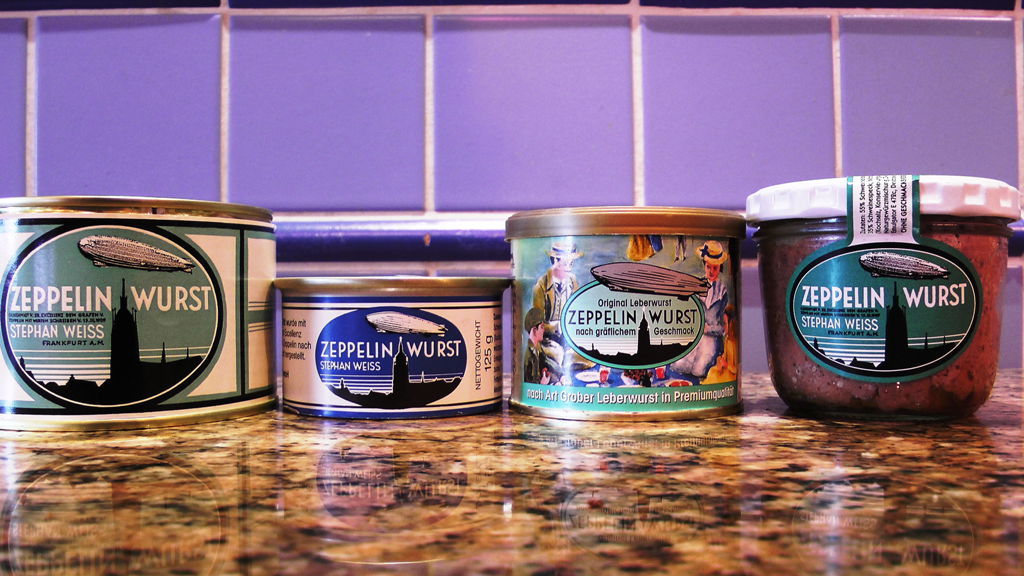
Zeppelinwurst
1958 – 1984 – 2004 – 2009

Der Fleischermeister Stephan Weiss eröffnete 1907 ein Ladengeschäft in der Frankfurter Freßgass. Eine besondere Leberwurstart, die er gemäß einer von ihm entwickelten Rezeptur anfangs als Riedes Delikatess-Leberwurst herstellte und verkaufte, wurde zu einem der Lieblingsprodukte seiner Kundschaft.
Weiss hatte in seiner Militärzeit bei den Ulanen unter Ferdinand Graf von Zeppelin gedient. Wegen dieser Verbindung und seiner Begeisterung für die damalige Luftschifffahrt, insbesondere die Zeppeline, kam Weiss auf die Idee, dieses Produkt Zeppelinwurst zu benennen.
Der konkrete Anlass war die Internationale Luftschiffahrt-Ausstellung Frankfurt 1909. Am 15. März 1909 erteilte Graf Zeppelin nach einer Verkostung die Genehmigung zur Benennung. Der Graf ließ durch seinen Privatsekretär und Bevollmächtigten Ernst Uhland mitteilen, „dass – obgleich Seine Exzellenz sonst jeder Reclame abhold ist – Ihnen ausnahmsweise, jedoch ohne jedes Obligo diesseits, gestattet werden soll, die bemusterte Wurst ‚Zeppelinwurst‘ benennen zu dürfen“.
Weiss ließ sich die Zeppelinwurst beim Kaiserlichen Patentamt eintragen, es ist daher bis heute eine geschützte Wort-Bild-Marke. Für seine Leberwurst warb er fortan mit einer Zeppelin-Abbildung vor dem Frankfurter Dom auf dem Etikett. Die Zeppelinwurst gehörte auch zur Bordverpflegung bei den weltweiten Fahrten der Zeppeline.

### Hersteller
Der Verkauf findet seit 1909 bis heute ununterbrochen statt, lediglich die Hersteller wechselten mehrfach. Von 1909 bis 1958 boten Stephan und sein Sohn Hans Weiss in der Metzgerei in der Freßgass die Zeppelinwurst an. 1958 bis 1983 führten Fleischermeister Heinrich Zimmermann und danach dessen Sohn Hans Zimmermann das Geschäft mit der Zeppelinwurst. Von 1983 bis 2003 stellte die in Hanau ansässige Metzgerei Zeiss die Zeppelinwurst her und bot sie in ihrer damals angemieteten Filiale in der Freßgass an.
2003 erwarb das Unternehmen Dietz mit Sitz in Schopfloch die Genehmigung, das Produkt in Lizenz anfertigen zu dürfen, verkaufte diese allerdings nur als Konserve, nicht als Frischware, im Geschäft der Metzgerei Ebert in der Freßgass, die von 2003 bis 2022 im Haus der ehemaligen Metzgerei Weiss eine Filiale betrieb. Seit 2009 wird die Zeppelinwurst mit originaler Rezeptur im geräucherten Naturdarm, im Kunstdarm und als Glaskonserve hergestellt.
Im ehemaligen Stammhaus der Metzgerei in der Großen Bockenheimer Straße 31 in Frankfurt am Main befand sich bis 2022 Eberts Suppenstube, die seither einem griechischen Restaurant Platz gemacht hat. Bis zum Auszug der Suppenstube hing an der Fassade auch noch das historische Zeppelinwurst-Blechschild der Metzgerei Weiss, das sich seit August 2022 im Zeppelin Museum in Friedrichshafen befindet. Das zweistöckige, verputzte, schmale Fachwerkhaus wurde als Wohnhaus im Stil des Rokoko um 1760 gebaut und trägt einen Volutengiebel. Es steht unter Denkmalschutz.

### 100-Jahr-Feier
Anlässlich des hundertjährigen Jubiläums der Zeppelinwurst – und zugleich des achtzigjährigen Jubiläums der Weltfahrt des Verkehrsluftschiffs LZ 127 Graf Zeppelin – fanden im Jahr 2009 verschiedene Veranstaltungen statt, wie zum Beispiel im Neu-Isenburger Stadtteil Zeppelinheim bei Frankfurt am Main in dem dortigen Bürgerhaus und dem daran angebauten Zeppelin-Museum. Nur zu diesem Anlass produzierte Fleischermeister Eugen Nagel eine Zeppelinpastete und die Zeppelinheimer Wurst, eine Brühwurstart, jedoch keine Leberwurst.
Im Zeppelin-Museum in Zeppelinheim wird unter anderem auch die Geschichte der Zeppelinwurst dargestellt.

## Mediale Rezeption
In Massenmedien berichteten und berichten über die Zeppelinwurst die Fachpresse, wie die afz – allgemeine fleischer zeitung und die Lebensmittel Zeitung; verschiedene Tageszeitungen, wie die Frankfurter Rundschau, das Main-Echo und die Offenbach-Post; sowie das hr-fernsehen im Rahmen der Fernsehreihe Hessen à la carte.
Die Leberwurstspezialität wurde, als Teil der Frankfurter Esskultur, in das Buch Frankfurter Spezialitäten. Von A wie Apfelwein bis Z wie Zeppelinwurst aufgenommen und gelangte auch in den Buchtitel.
In die Literaturgeschichte ging die Zeppelinwurst ein durch die von Walter Pape vorgenommene Editierung von Briefen des Schriftstellers Joachim Ringelnatz, der im Januar 1934 seiner Schwester Ottilie nach einem Besuch bei ihr schrieb: „Wir nagen an Deiner Zeppelinwurst und haben uns sehr gefreut […].“
Auch der Schriftsteller und Journalist Valentin Senger berichtet in seiner Familiengeschichte Kaiserhofstraße 12 über diese Wurst.